# Eccellenza Piemonte-Valle d'Aosta 2022-2023
Il campionato italiano di calcio di Eccellenza regionale 2022-2023 è il trentaduesimo organizzato in Italia. Rappresenta il quinto livello del calcio italiano.

## Girone A

### Squadre partecipanti
| Club                              | Città                                 | Stadio                             | Stagione precedente                                 |
| --------------------------------- | ------------------------------------- | ---------------------------------- | --------------------------------------------------- |
| A.S.D. Accademia Borgomanero 1961 | Borgomanero (NO)                      | Stadio Fedele Margaroli            | 4º posto in Eccellenza/A                            |
| A.S.D. Alicese Orizzonti          | Alice Castello (VC)                   | Stadio Salussolia Ravetto          | 11º posto in Eccellenza/A                           |
| U.S.D. Alpignano                  | Alpignano (TO)                        | Stadio Salvador Allende            | 2º posto in Promozione/B, vince i play-off          |
| A.S.D. Aygreville                 | Aymavilles, Gressan e Villeneuve (AO) | Stadio Oscar Rini (Villeneuve)     | 10º posto in Eccellenza/A                           |
| A.S.D. Biellese 1902              | Biella                                | Stadio Lamarmora                   | 3º posto in Eccellenza/A                            |
| A.S.D. Borgaro Nobis              | Borgaro Torinese (TO)                 | Stadio Walter Righi                | 2º posto in Eccellenza/A                            |
| A.C.D. Briga                      | Briga Novarese (NO)                   | Stadio comunale                    | 1º posto in Promozione/A, promosso                  |
| A.S.D. Città di Baveno            | Baveno (VB)                           | Stadio comunale                    | 12º posto in Eccellenza/A                           |
| U.S.D. Città di Cossato           | Cossato (BI)                          | Stadio Ezio Abate                  | 2º posto in Promozione/A, ripescato                 |
| A.S.D. Oleggio Sportiva           | Oleggio (NO)                          | Stadio Fortina e Zanolli           | 5º posto in Eccellenza/A                            |
| A.S.D. Pro Eureka                 | Settimo Torinese (TO)                 | Stadio comunale (Caselle Torinese) | 6º posto in Eccellenza/A                            |
| A.S.D. RG Ticino                  | Cerano, Galliate e Romentino (NO)     | Stadio Beretta Muttini (Romentino) | 17º posto in Serie D/A, retrocesso dopo il play-out |
| A.S.D. Calcio Settimo             | Settimo Torinese (TO)                 | Stadio comunale                    | 9º posto in Eccellenza/A                            |
| A.S.D. Venaria Reale              | Venaria Reale (TO)                    | Stadio Don Mosso                   | 7º posto in Eccellenza/A                            |
| A.S.D. Calcio Verbania            | Verbania                              | Stadio Carlo Pedroli               | 13º posto in Eccellenza/A, salvo dopo i play-out    |
| G.S.D. Volpiano Pianese           | Volpiano (TO)                         | Stadio Antonio Goia                | 7º posto in Promozione/B                            |

### Classifica
|  | Pos. | Squadra              | Pt | G  | V  | N  | P  | GF | GS | DR  |
|  | ---- | -------------------- | -- | -- | -- | -- | -- | -- | -- | --- |
|  | 1.   | RG Ticino            | 64 | 30 | 19 | 7  | 4  | 50 | 23 | +27 |
|  | 2.   | Biellese             | 63 | 30 | 19 | 6  | 5  | 67 | 33 | +34 |
|  | 3.   | Borgomanero          | 57 | 30 | 17 | 6  | 7  | 59 | 34 | +25 |
|  | 4.   | Borgaro              | 46 | 30 | 12 | 10 | 8  | 57 | 43 | +14 |
|  | 5.   | Città di Cossato     | 45 | 30 | 11 | 12 | 7  | 53 | 43 | +10 |
|  | 6.   | Aygreville           | 43 | 30 | 12 | 7  | 11 | 45 | 43 | +2  |
|  | 7.   | Volpiano Pianese     | 42 | 30 | 11 | 9  | 10 | 41 | 45 | -4  |
|  | 8.   | Settimo              | 40 | 30 | 10 | 10 | 10 | 36 | 31 | +5  |
|  | 9.   | Pro Settimo & Eureka | 35 | 30 | 7  | 14 | 9  | 33 | 35 | -2  |
|  | 10.  | Oleggio              | 35 | 30 | 8  | 11 | 11 | 39 | 42 | -3  |
|  | 11.  | Alicese Orizzonti    | 34 | 30 | 8  | 10 | 12 | 33 | 35 | -2  |
|  | 12.  | Verbania             | 34 | 30 | 8  | 10 | 12 | 25 | 38 | -13 |
|  | 13.  | Briga                | 32 | 30 | 9  | 5  | 16 | 38 | 55 | -17 |
|  | 14.  | Alpignano            | 31 | 30 | 8  | 7  | 15 | 27 | 48 | -21 |
|  | 15.  | Venaria              | 26 | 30 | 6  | 8  | 16 | 40 | 67 | -27 |
|  | 16.  | Baveno               | 24 | 30 | 6  | 6  | 18 | 29 | 57 | -28 |

Legenda:
      Promosso in Serie D 2023-2024.
      Ammessa ai play-off nazionali.
 Ai play-off o ai play-out.
      Retrocesso in Promozione Piemonte-Valle d'Aosta 2023-2024.
Regolamento:
Tre punti a vittoria, uno a pareggio, zero a sconfitta.
In caso di arrivo di due o più squadre a pari punti, la graduatoria verrà stilata secondo la classifica avulsa tra le squadre interessate che prevede, in ordine, i seguenti criteri:
- Punti negli scontri diretti.
- Differenza reti negli scontri diretti.
- Differenza reti generale.
- Reti realizzate in generale.
- Sorteggio.

### Risultati

#### Tabellone
|                   | ALI  | ALP  | AYG  | BAV  | BIE  | BOR  | BMN  | BRI  | COS  | OLE  | PRO  | RGT  | SET  | VEN  | VER  | VOL  |
| ----------------- | ---- | ---- | ---- | ---- | ---- | ---- | ---- | ---- | ---- | ---- | ---- | ---- | ---- | ---- | ---- | ---- |
| Alicese Orizzonti | –––– | 0-1  | 2-3  | 5-0  | 0-2  | 0-3  | 0-1  | 4-1  | 0-0  | 0-0  | 0-0  | 1-1  | 0-0  | 0-2  | 1-1  | 0-1  |
| Alpignano         | 2-0  | –––– | 1-1  | 2-3  | 1-1  | 0-0  | 1-3  | 2-1  | 0-2  | 1-3  | 0-0  | 0-1  | 2-1  | 0-1  | 1-1  | 0-2  |
| Aygreville        | 1-2  | 3-1  | –––– | 1-1  | 3-1  | 1-5  | 3-1  | 4-0  | 1-1  | 4-1  | 0-0  | 0-2  | 0-3  | 3-0  | 2-1  | 2-0  |
| Baveno            | 1-1  | 0-1  | 0-2  | –––– | 0-3  | 3-2  | 0-1  | 3-2  | 3-1  | 0-2  | 0-2  | 1-1  | 0-1  | 3-1  | 0-2  | 1-2  |
| Biellese          | 2-2  | 1-2  | 4-0  | 2-0  | –––– | 4-1  | 1-0  | 3-0  | 3-1  | 2-1  | 1-1  | 1-1  | 1-0  | 7-1  | 2-0  | 4-2  |
| Borgaro           | 0-2  | 3-0  | 1-2  | 6-1  | 2-2  | –––– | 0-2  | 2-2  | 0-2  | 1-1  | 2-2  | 1-1  | 3-1  | 2-1  | 1-1  | 4-1  |
| Borgomanero       | 2-0  | 4-1  | 3-1  | 4-1  | 1-3  | 1-3  | –––– | 1-3  | 1-1  | 2-0  | 4-1  | 1-0  | 3-0  | 2-2  | 4-0  | 1-2  |
| Briga             | 0-3  | 3-1  | 1-0  | 2-2  | 1-2  | 1-3  | 3-2  | –––– | 1-2  | 3-2  | 3-1  | 0-1  | 1-1  | 3-2  | 1-1  | 0-2  |
| Cossato           | 3-3  | 5-1  | 3-1  | 1-0  | 1-3  | 2-4  | 3-3  | 2-2  | –––– | 1-1  | 2-0  | 0-1  | 3-3  | 5-1  | 2-0  | 1-1  |
| Oleggio           | 2-1  | 1-1  | 1-1  | 3-1  | 1-2  | 4-1  | 1-1  | 1-0  | 1-2  | –––– | 1-1  | 2-1  | 1-2  | 2-2  | 0-0  | 2-0  |
| Pro Eureka        | 0-1  | 0-0  | 3-1  | 1-0  | 1-4  | 1-2  | 2-2  | 1-0  | 1-1  | 0-0  | –––– | 2-4  | 0-0  | 4-0  | 4-0  | 2-2  |
| RG Ticino         | 0-0  | 2-1  | 2-1  | 1-0  | 3-1  | 0-0  | 1-3  | 2-0  | 2-0  | 3-1  | 2-0  | –––– | 3-1  | 3-2  | 3-0  | 2-1  |
| Settimo           | 0-1  | 0-1  | 2-1  | 2-0  | 2-0  | 2-0  | 0-2  | 0-1  | 2-2  | 3-1  | 1-1  | 0-1  | –––– | 2-1  | 0-0  | 1-1  |
| Venaria           | 3-0  | 0-1  | 0-0  | 2-2  | 2-2  | 1-3  | 1-1  | 4-2  | 1-1  | 3-2  | 1-2  | 0-4  | 0-5  | –––– | 3-0  | 0-0  |
| Verbania          | 0-2  | 3-0  | 0-2  | 1-1  | 0-1  | 0-0  | 0-2  | 1-0  | 1-0  | 2-0  | 0-0  | 2-1  | 1-1  | 2-1  | –––– | 4-1  |
| Volpiano Pianese  | 3-2  | 3-2  | 1-1  | 0-2  | 3-2  | 2-2  | 0-1  | 0-1  | 2-3  | 1-1  | 1-0  | 1-1  | 0-0  | 4-2  | 2-1  | –––– |

### Spareggi

#### Play-off
|          | Risultati |             | Luogo e data           |
| -------- | --------- | ----------- | ---------------------- |
| Biellese | 2-4       | Borgomanero | Biella, 14 maggio 2023 |

#### Play-out
|       | Risultati |           | Luogo e data                   |
| ----- | --------- | --------- | ------------------------------ |
| Briga | 1-3       | Alpignano | Briga Novarese, 14 maggio 2023 |

## Girone B

### Squadre partecipanti
| Club                                     | Città                                              | Stadio                                    | Stagione precedente                              |
| ---------------------------------------- | -------------------------------------------------- | ----------------------------------------- | ------------------------------------------------ |
| U.S.D. Accademia San Mauro Torino Calcio | San Mauro Torinese (TO)                            | Sintetico Ati Cus (Grugliasco)            | 1º posto in Promozione/B, promosso               |
| S.S.D. Acqui F.C.                        | Acqui Terme (AL)                                   | Stadio Jona Ottolenghi                    | 6º posto in Eccellenza/B                         |
| A.S.D. Alba Calcio                       | Corneliano d'Alba (CN)                             | Stadio comunale                           | 4º posto in Eccellenza/B                         |
| A.S.D. Albese Calcio 1917                | Alba (CN)                                          | Stadio San Cassiano                       | 10º posto in Eccellenza/B                        |
| A.S.D. Cavour                            | Cavour (TO)                                        | Stadio Denny                              | 1º posto in Promozione/C, promosso               |
| A.S.D. CBS Scuola Calcio                 | Torino                                             | Campo "Cavoretto"                         | 13º posto in Eccellenza/B, salvo dopo i play-out |
| U.S. Cheraschese 1904                    | Cherasco (CN)                                      | Stadio Emilio Roella                      | 2º posto in Promozione/C, ripescata              |
| A.C. Cuneo 1905 Olmo                     | Cuneo                                              | Stadio Fratelli Paschiero                 | 3º posto in Eccellenza/B                         |
| A.S.D. Giovanile Centallo                | Centallo (CN)                                      | Stadio Don Eandi                          | 9º posto in Eccellenza/B                         |
| A.S.D. Luese Cristo Alessandria          | Alessandria (Cristo), Lu e Cuccaro Monferrato (AL) | Centro sportivo Centogrigio (Alessandria) | 1º posto in Promozione/D, promosso               |
| A.S.D. U.S. Moretta                      | Moretta (CN)                                       | Stadio Comunale                           | 15º posto in Eccellenza/B, salvo dopo i play-out |
| A.C.D. Pro Dronero                       | Dronero (CN)                                       | Stadio Filippo Drago                      | 5º posto in Eccellenza/B                         |
| A.S.D. Pro Villafranca                   | Villafranca d'Asti (AT)                            | Stadio comunale                           | 2º posto in Promozione/D, vince i play-off       |
| A.C.S.D. Saluzzo                         | Saluzzo (CN)                                       | Stadio Amedeo Damiano                     | 20º posto in Serie D/A, retrocesso               |
| A.S.D. San Domenico Savio Asti           | Asti (Borgo San Lazzaro)                           | Stadio Censin Bosia                       | 11º posto in Eccellenza/B                        |
| U.S.D. Vanchiglia                        | Torino (Borgo Vanchiglia)                          | Stadio Gaspare Tallia                     | 7º posto in Eccellenza/B                         |

### Classifica
|  | Pos. | Squadra                     | Pt | G  | V  | N  | P  | GF | GS  | DR  |
|  | ---- | --------------------------- | -- | -- | -- | -- | -- | -- | --- | --- |
|  | 1.   | Alba                        | 63 | 30 | 19 | 6  | 5  | 59 | 20  | +39 |
|  | 2.   | Cuneo                       | 60 | 30 | 17 | 9  | 4  | 57 | 24  | +33 |
|  | 3.   | Pro Villafranca             | 55 | 30 | 16 | 7  | 7  | 60 | 40  | +20 |
|  | 4.   | Vanchiglia                  | 54 | 30 | 17 | 3  | 10 | 44 | 29  | +15 |
|  | 5.   | Acqui                       | 51 | 30 | 13 | 12 | 5  | 50 | 42  | +8  |
|  | 6.   | Giovanile Centallo          | 48 | 30 | 13 | 9  | 8  | 44 | 37  | +7  |
|  | 7.   | Saluzzo                     | 47 | 30 | 13 | 8  | 9  | 38 | 30  | +8  |
|  | 8.   | Luese Cristo                | 46 | 30 | 13 | 7  | 10 | 38 | 38  | 0   |
|  | 9.   | Moretta                     | 44 | 30 | 12 | 8  | 10 | 52 | 43  | +9  |
|  | 10.  | Pro Dronero                 | 40 | 30 | 10 | 10 | 10 | 42 | 38  | +4  |
|  | 11.  | Cheraschese                 | 36 | 30 | 9  | 9  | 12 | 44 | 47  | -3  |
|  | 12.  | Savio Asti                  | 34 | 30 | 10 | 4  | 16 | 40 | 42  | -2  |
|  | 13.  | Albese                      | 29 | 30 | 8  | 5  | 17 | 38 | 54  | -16 |
|  | 14.  | Cavour                      | 28 | 30 | 7  | 7  | 16 | 21 | 40  | -19 |
|  | 15.  | CBS Scuola Calcio           | 25 | 30 | 6  | 7  | 17 | 32 | 45  | -13 |
|  | 16.  | Acc. S. Mauro Torino Calcio | 3  | 30 | 0  | 3  | 27 | 24 | 114 | -90 |

Legenda:
      Promosso in Serie D 2023-2024.
 Ai play-off o ai play-out.
      Ammessa ai play-off nazionali.
      Retrocesso in Promozione Piemonte-Valle d'Aosta 2023-2024.
Regolamento:
Tre punti a vittoria, uno a pareggio, zero a sconfitta.
In caso di arrivo di due o più squadre a pari punti, la graduatoria verrà stilata secondo la classifica avulsa tra le squadre interessate che prevede, in ordine, i seguenti criteri:
- Punti negli scontri diretti.
- Differenza reti negli scontri diretti.
- Differenza reti generale.
- Reti realizzate in generale.
- Sorteggio.

### Risultati

#### Tabellone
|                 | ASM  | ACQ  | ALB  | ABS  | CAV  | CBS  | CEN  | CHE  | CUN  | LCA  | MOR  | PRD  | PRV  | SAL  | SAV  | VAN  |
| --------------- | ---- | ---- | ---- | ---- | ---- | ---- | ---- | ---- | ---- | ---- | ---- | ---- | ---- | ---- | ---- | ---- |
| Acc. S. Mauro   | –––– | 2-3  | 1-3  | 0-5  | 2-4  | 1-1  | 1-4  | 0-2  | 3-4  | 0-3  | 1-2  | 0-3  | 0-3  | 0-2  | 1-6  | 0-5  |
| Acqui           | 1-0  | –––– | 0-4  | 3-0  | 2-1  | 3-2  | 1-1  | 3-3  | 0-0  | 0-0  | 1-1  | 1-1  | 1-1  | 2-1  | 2-1  | 1-3  |
| Alba            | 12-0 | 1-1  | –––– | 1-2  | 1-1  | 3-0  | 2-0  | 1-1  | 1-0  | 2-0  | 1-2  | 2-1  | 4-2  | 1-0  | 2-1  | 1-1  |
| Albese          | 0-0  | 3-4  | 2-3  | –––– | 2-3  | 1-0  | 0-3  | 2-0  | 0-1  | 1-0  | 2-1  | 1-2  | 1-2  | 2-2  | 0-3  | 0-3  |
| Cavour          | 1-1  | 1-1  | 0-1  | 2-0  | –––– | 0-0  | 2-0  | 1-0  | 0-2  | 0-1  | 1-0  | 0-1  | 0-3  | 0-0  | 0-2  | 0-1  |
| CBS             | 3-1  | 1-2  | 0-1  | 2-2  | 1-0  | –––– | 1-1  | 0-2  | 1-1  | 1-3  | 2-2  | 1-0  | 0-1  | 3-0  | 1-2  | 2-1  |
| Centallo        | 2-0  | 1-2  | 0-1  | 2-1  | 1-1  | 4-3  | –––– | 1-1  | 3-2  | 1-1  | 2-1  | 2-1  | 1-1  | 4-2  | 2-1  | 1-0  |
| Cheraschese     | 4-2  | 2-4  | 1-0  | 3-1  | 3-0  | 3-2  | 2-2  | –––– | 0-3  | 3-4  | 0-0  | 1-1  | 0-1  | 2-2  | 2-2  | 1-2  |
| Cuneo           | 8-0  | 1-1  | 1-0  | 1-1  | 3-0  | 3-0  | 3-1  | 3-0  | –––– | 2-2  | 2-2  | 2-0  | 3-1  | 2-1  | 1-0  | 0-0  |
| Luese Cristo    | 2-0  | 1-1  | 0-3  | 2-1  | 1-0  | 2-1  | 0-0  | 3-2  | 0-1  | –––– | 3-2  | 1-0  | 0-0  | 0-2  | 2-0  | 2-1  |
| Moretta         | 7-2  | 1-0  | 1-1  | 2-2  | 6-1  | 2-1  | 2-1  | 1-2  | 1-0  | 4-2  | –––– | 1-4  | 2-4  | 1-1  | 2-1  | 2-0  |
| Pro Dronero     | 5-3  | 1-2  | 0-4  | 3-0  | 1-1  | 0-2  | 1-1  | 0-0  | 2-2  | 2-1  | 1-1  | –––– | 4-0  | 1-0  | 2-3  | 1-0  |
| Pro Villafranca | 9-1  | 3-3  | 0-0  | 3-2  | 1-0  | 2-1  | 1-2  | 0-3  | 2-1  | 4-1  | 2-1  | 1-1  | –––– | 0-1  | 3-2  | 2-4  |
| Saluzzo         | 5-0  | 3-2  | 1-0  | 1-0  | 1-0  | 1-0  | 1-0  | 1-0  | 2-3  | 1-1  | 1-0  | 1-1  | 1-1  | –––– | 2-0  | 1-2  |
| Savio Asti      | 3-1  | 1-3  | 0-1  | 0-1  | 2-0  | 0-0  | 2-0  | 2-0  | 0-2  | 2-0  | 1-2  | 1-1  | 0-5  | 0-0  | –––– | 1-2  |
| Vanchiglia      | 2-1  | 1-0  | 1-2  | 2-3  | 0-1  | 1-0  | 0-1  | 3-1  | 0-0  | 1-0  | 1-0  | 3-1  | 0-2  | 2-1  | 2-1  | –––– |

### Spareggi

#### Play-off
|  | Semifinali | Semifinali      | Semifinali |                 |   | Finale | Finale | Finale |  |
|  |            |                 |            |                 |   |        |        |        |  |
|  |            |                 |            |                 |   |        |        |        |  |
|  |            |                 |            |                 |   |        |        |        |  |
|  |            |                 |            |                 |   |        |        |        |  |
|  |            | 2               | Cuneo      | 2               |   |        |        |        |  |
|  |            |                 |            | 2               |   |        |        |        |  |
|  |            |                 | 3          | Pro Villafranca | 0 |        |        |        |  |
|  | 3          | Pro Villafranca | 3          | Pro Villafranca | 0 | 2      |        |        |  |
|  | 3          | Pro Villafranca |            |                 |   |        |        |        |  |
|  | 4          | Vanchiglia      | 1          |                 |   |        |        |        |  |

##### Semifinali
|                 | Risultati |            | Luogo e data                       |
| --------------- | --------- | ---------- | ---------------------------------- |
| Pro Villafranca | 2-1       | Vanchiglia | Villafranca d'Asti, 14 maggio 2023 |

##### Finale
|       | Risultati |                 | Luogo e data          |
| ----- | --------- | --------------- | --------------------- |
| Cuneo | 2-0       | Pro Villafranca | Cuneo, 17 maggio 2023 |

#### Play-out
|        | Risultati |        | Luogo e data         |
| ------ | --------- | ------ | -------------------- |
| Albese | 1-2 (dts) | Cavour | Alba, 14 maggio 2023 |